# Kleinfastenrath
Kleinfastenrath ist eine Ortschaft von Wipperfürth im Oberbergischen Kreis im Regierungsbezirk Köln in Nordrhein-Westfalen (Deutschland).

## Lage und Beschreibung
Die Ortschaft liegt im Osten von Wipperfürth auf einer Anhöhe zwischen den Bächen Kerspe und Ibach in einem Kilometer Entfernung zur Kerspetalsperre. Nachbarorte sind Ibach, Boxbüchen, Dahl, Speckenbach, Großfastenrath, Im Hagen und Klaswipper. Im Ort liegt die Quelle des Kleinfastenrather Bachs, der 250 m südöstlich vom Ortsrand in den Speckenbach mündet.
Politisch wird der Ort durch den Direktkandidaten des Wahlbezirks 13 (130) Ohl und Klaswipper im Rat der Stadt Wipperfürth vertreten.

## Geschichte
1445 wird „Vastenroede“ in Kirchenrechnungen der katholischen Kirchengemeinde Sankt Nikolaus Wipperfürth genannt. Darin werden „Aelff und Hanne van Vestenroede als Kirchenmeister“ von Sankt Nikolaus aufgeführt. Die Karte Topographia Ducatus Montani aus dem Jahre 1715 zeigt unter dem Namen „kl. Fastenrodt“ vier Höfe. Die Topographische Aufnahme der Rheinlande von 1825 zeigt in der Ortschaft „Kl. Fastenrath“ vier einzelne Gebäudegrundrisse.

## Busverbindungen
Über die in einem Kilometer Entfernung von der Ortschaft an der Bundesstraße B237 gelegene Bushaltestelle „Klaswipper“ der Linie 336 (VRS/OVAG) ist eine Anbindung an den öffentlichen Personennahverkehr gegeben.

## Wanderwege
Die vom SGV ausgeschilderten Wanderwege A1 und A5 führen durch die Ortschaft. Im Abstand von 100 m führen der X3: Talsperrenweg und der Wipperfürther Rundweg im Norden an der Ortschaft vorbei.

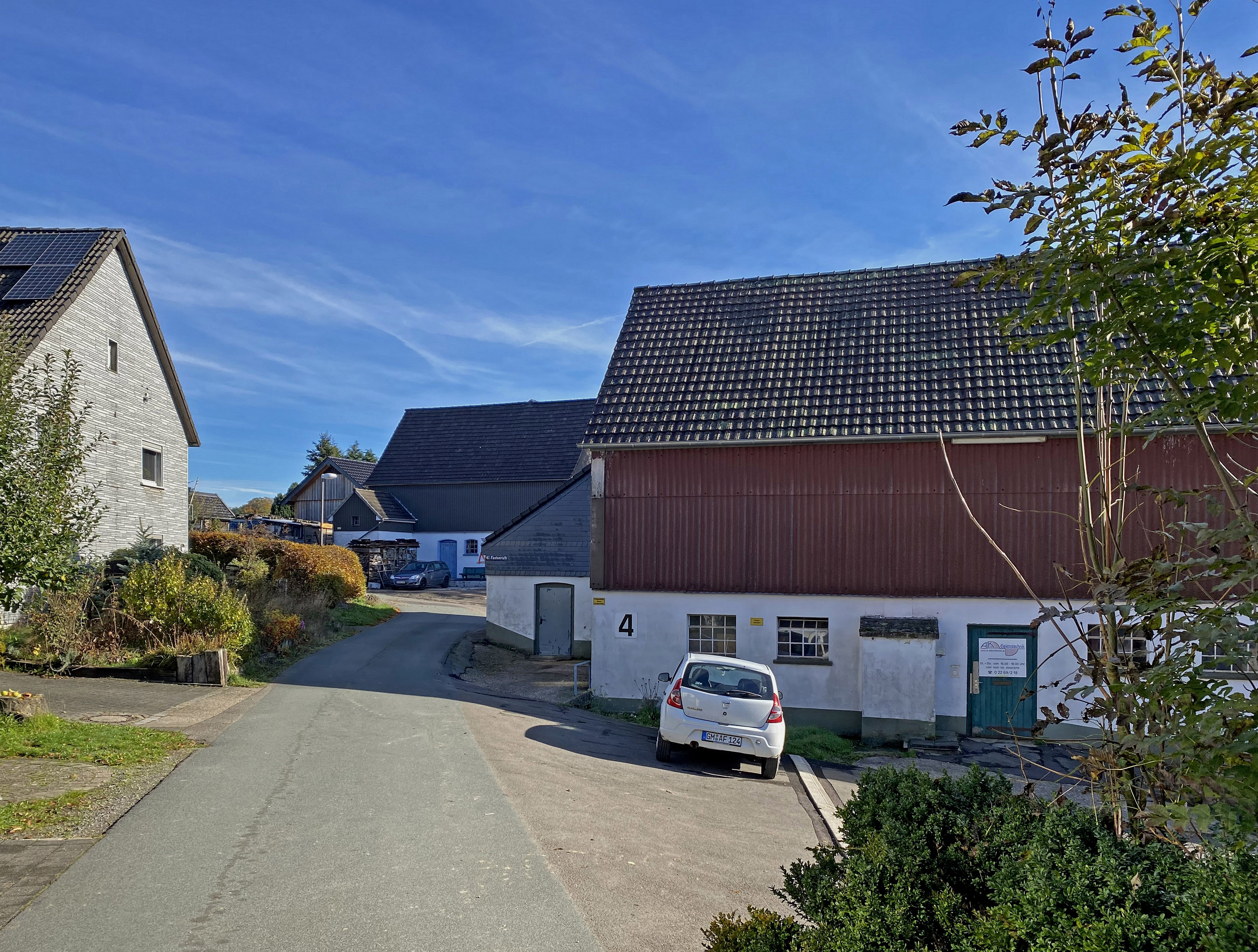
landwirt. geprägte ältere Kernbebauung
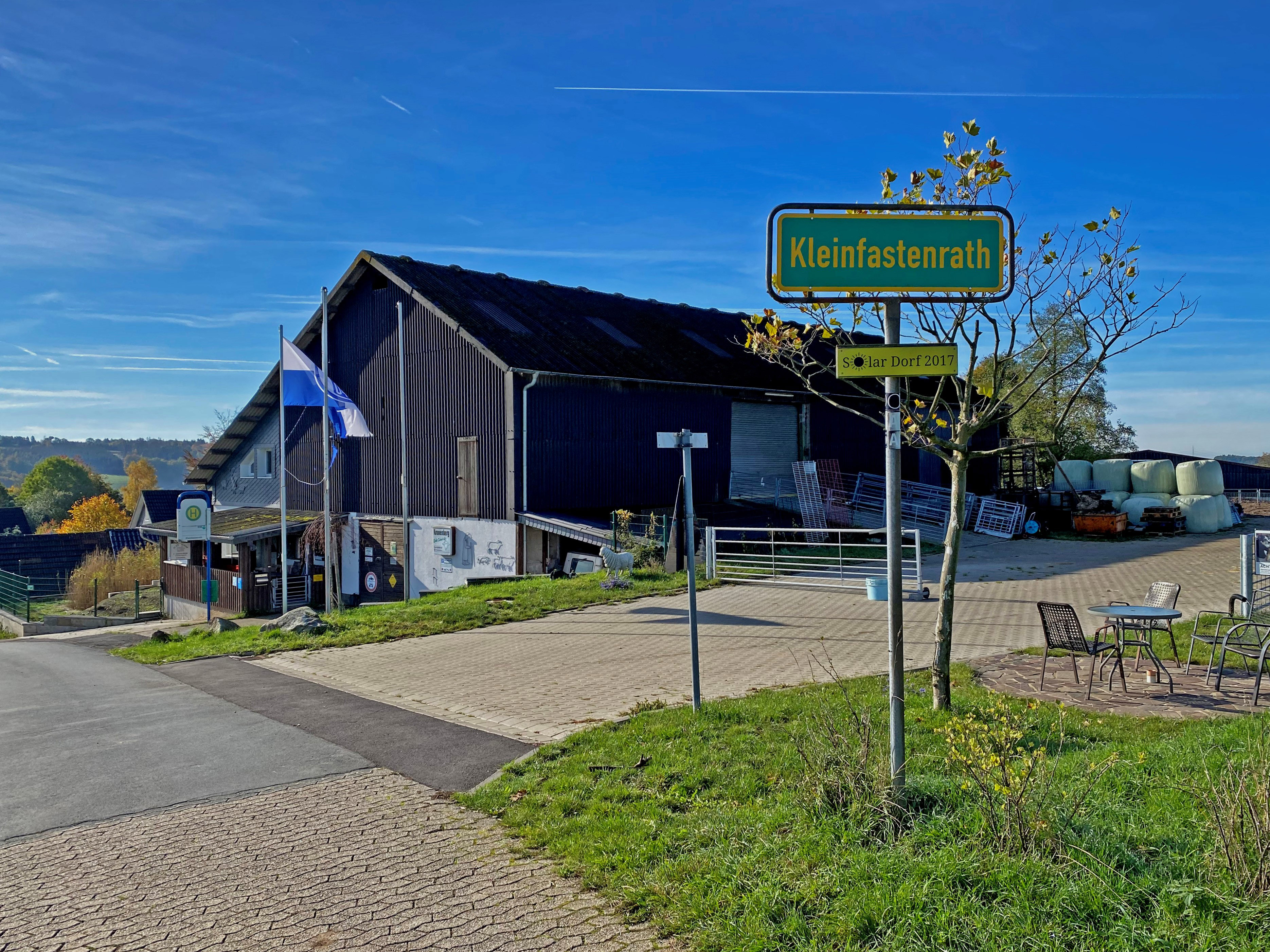
Schafzuchtbetrieb am östl. Ortsausgang
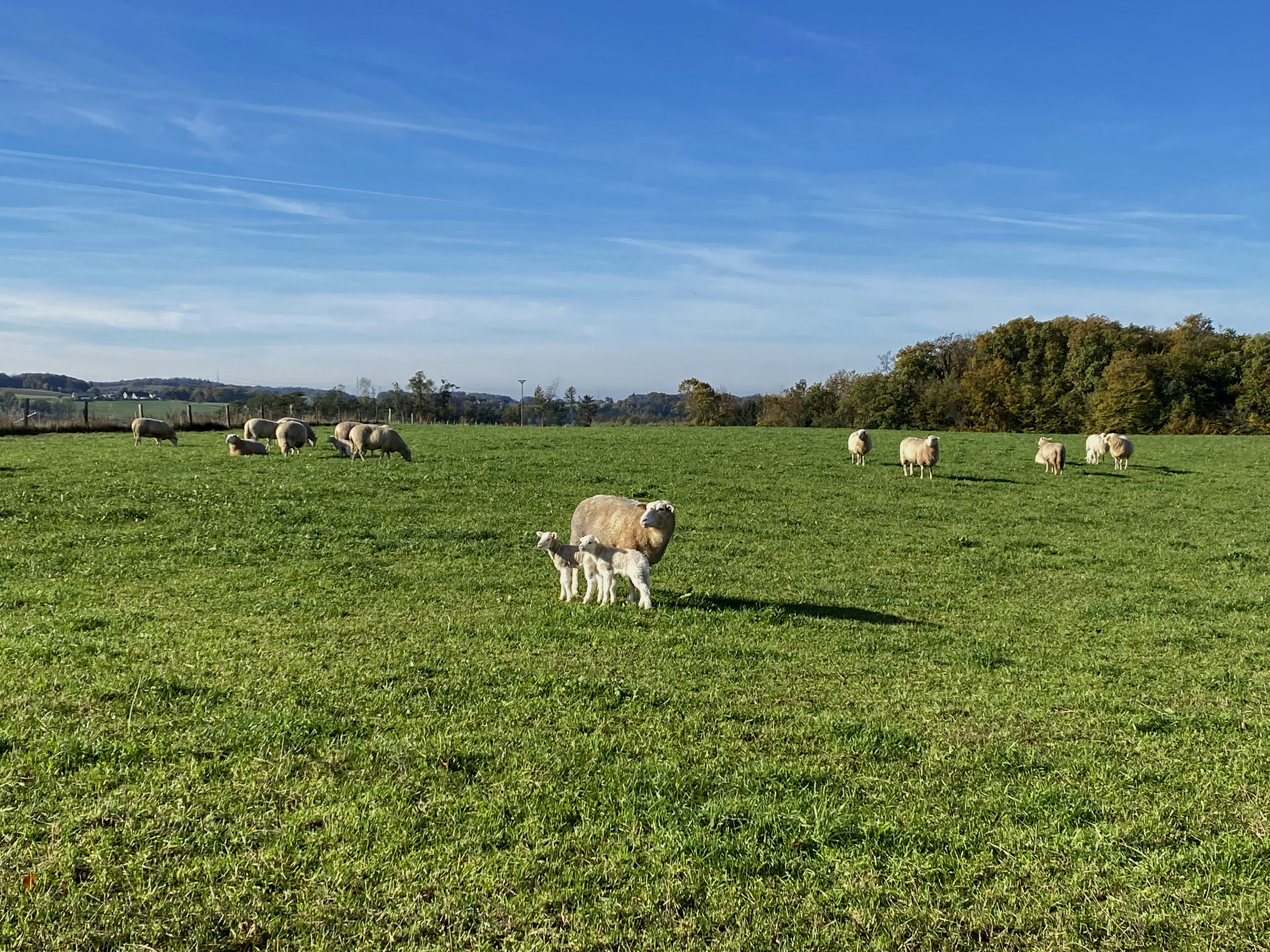
Schafzucht